# Rebeca Oquendo
Rebeca Oquendo de Subercaseaux (Lima, 1847-1941) fue una pintora peruana activa en el siglo XIX.  Es la artista más reconocida de ese periodo gracias a la donación que hizo, en vida, de cinco de sus pinturas al actual Museo Nacional de Arqueología, Antropología e Historia del Perú.

## Reseña biográfica
Hija del matrimonio entre el Dr. Manuel José Oquendo y Melchora Días, María Julia Rebeca Oquendo Días nació en Lima el 20 de mayo de 1847. Siete días después era bautizada en la Parroquia del Sagrario y con ello era encaminada a la vida religiosa, de tanta relevancia en sus últimos años de vida.
Su familia, poseedora de prestigio y poder adquisitivo, se trasladó a Francia tres años después del nacimiento de su primogénita, estableciéndose definitivamente.  Es allí donde Rebeca y su hermana menor Sara recibieron sus primeras lecciones particulares, entre las que figuraban clases de baile, bordado, música y dibujo.  
A pesar de que tuvo un primer acercamiento a la música, fue el dibujo y la pintura los que la cautivaron.  Es así que, a la edad de 17 años, inició su aprendizaje pictórico siendo discípula del artista francés Jean-Baptiste Ange Tissier cuya obra fue reconocida en los salones parisinos y por la que es galardonado con la Legión de honor.
Durante la década de 1870, Rebeca Oquendo exhibió obra tanto en París como en Lima. En su ciudad natal envía lienzos a la Exposición Nacional de 1872 en la que destacó con El viejo republicano —acabado retrato de fuerza expresiva en la mirada de un anónimo hombre— que le hizo acreedora a una medalla de plata y un año después a una mención honrosa en el Salón parisino.  Por esta misma época su nombre es incluido en el Diccionario Biográfico Americano de José Domingo Cortés publicado en París, en 1876.
También por estos años contrae matrimonio con el ciudadano chileno, Joaquín Subercasaux, de cuyo enlace nace un hijo, Enmanuel. No obstante, la unión no prosperó y para 1878 Rebeca Oquendo y su padre viajan a Chile, probablemente, para resolver asuntos legales de la pareja. 
La cercanía a su tierra natal y quizá curiosidad al haber partido de ella a tan temprana edad hicieron que padre e hija viajaran al Perú antes del regreso a Francia. Su estancia fue dilatándose hasta que el inicio de la Guerra del Pacífico los sorprendió y con ello también la pérdida de bienes familiares que quedaron reducidos a tres inmuebles, uno de ellos la conocida Casa Osambela. En este lugar, años después, fue donde la artista impartió clases de dibujo y pintura a señoritas de sociedad, quizá como entretenimiento, pues no se ha localizado ningún aviso periodístico ofertando sus servicios como profesora.
Su última participación pública es en la década final del siglo XIX cuando exhibe dos obras en la Exposición de 1892, organizada por el Concejo Provincial de Lima para conmemorar el IV centenario del encuentro de dos mundos. Dichas pinturas eran una Cabeza de anciano y un Aldeano romano —esta última recibe la atención de la prensa cuando comentan que el cuadro representa en tamaño natural a un niño de la campiña de Roma.
Aunque se desconocen los motivos por los que decidió quedarse en el Perú, Rebeca Oquendo permanece en su país natal hasta el final de sus días.  Varios años antes, el 17 de marzo de 1928, decide legar al Perú cinco óleos y lo hace donándolos al entonces Museo de Historia Nacional.  Los lienzos Bambino napolitano, Margarita, Marquesita, Retrato de Sara Oquendo y Viejo republicano fueron elegidos por la pintora para ser custodiados por la institución. Gracias a ello su nombre ha permanecido en la historia del arte peruano como casi la única pintora del siglo XIX.
Su obra, de acabada factura, carece de fecha, pero gracias a una misiva de la misma artista sabemos que fue elaborada en el siglo XIX. En sus pinturas predomina la figura humana en la que una minuciosa pincelada hace destacar expresivos rostros y acabados detalles en la vestimenta.  
Asimismo en sus telas, que suelen ser de pequeño a mediano formato, es posible observar una paleta que destaca por el uso del negro y el rojo, algunas veces en profundos contrastes marcados por el claro oscuro.  Características que son ajenas al óleo Margarita que destaca por sus medidas (1.31x89cm) y la luz que emana del vestido blanco de la protagonista.
Por voluntad propia, Rebeca Oquendo pasa sus últimos años de vida en soledad, acompañada únicamente por su guía espiritual, un padre franciscano, pues ella consideraba que para “vivir feliz, vivid apartado”. Así fallece el 9 de abril de 1941, a la edad de 94 años.

## Obras y localización actual
- Bambino napolitano. Óleo sobre tela, 81 x 57 cm. Museo de Arqueología, Antropología e Historia del Perú.
- Margarita. Óleo sobre tela, 1.31 x 89 cm. Palacio Torre Tagle, sede del Ministerio de Relaciones Exteriores
- Marquesita. Óleo sobre tela.  Palacio de Gobierno del Perú.
- Pequeño lector. Óleo sobre tela, 68 x 56 cm. Museo de Arqueología, Antropología e Historia del Perú.
- Retrato de dama con sombrero. Óleo sobre tela, 56 x 45 cm. Colección particular.
- Retrato de Sara Oquendo. Óleo sobre tela, 45 x 55 cm.  Museo de Arte de Lima
- Viejo republicano. Óleo sobre tela, 55.5 x 36 cm.  Museo de Arqueología, Antropología e Historia del Perú.